# 臺灣友誼大橋
臺灣友誼大橋（西班牙語：Puente de La Amistad de Taiwán）是一座位於哥斯大黎加北部瓜纳卡斯特省的卡尼亞斯杜爾塞斯區和尼科亞縣之間18號國道，跨滕皮斯克河的橋樑，既供車輛通行，也提供行人通行的通勤通道。毗鄰帕洛貝爾德國家公園。該橋於2003年4月竣工，為中美洲地區第一座斜張橋。
該橋樑具有現兩種不同的建築系統。主要部分採用鋼箱梁桥結構，搭配鋪有一層瀝青的混凝土承重板，由八個橋墩或支柱支撐。而其餘部分則以鋼拉索為支撐，呈現出扇形設計的斜張橋風格。據統計，每天約有約4,000輛車輛通過該橋。

## 沿革
臺灣友誼大橋是一項由中華民國資助和設計的援建工程，由榮民工程公司承建，亞新工程顧問集團負責設計，同時有哥斯達黎加的工程師和工人參與其中。該橋的地理位置橫跨坦皮斯克河口，連接瓜納卡斯特省的卡尼亞斯州和尼科亞州，2001年7月，特地安排於施工現地舉行命名典禮，將大橋命名為臺灣友誼大橋。
該橋樑於2003年4月10日完工，並於同年7月25日舉辦竣工通車典禮，由哥斯大黎加總統白契科與中華民國大使王飛共同主持。。成為促進首都聖何塞與尼科亚半岛各地區的重要樞紐，包括科瓦諾區、聖克魯斯縣、奧漢查縣、勒班陀縣、尼科亞縣、帕克拉縣、卡里略縣和南達尤雷縣等地。在橋樑建成之前，通行此路線需要透過渡輪穿越坦皮斯克河，或是走長途的替代陸路路線。
2007年，哥斯大黎加前總統奥斯卡·阿里亚斯因商業優勢而與中華民國斷交，轉而與中國建交之後，這座橋被當地人戲稱為「背刺橋」（Puente de la apuñalada），2012年9月5日，受到2012年哥斯達黎加地震的影響，該橋樑部分結構受到損壞，但其結構並未受到嚴重影響。
2021年，哥斯達黎加立法系統推動一項法案，推動將橋的名稱更改為「伊曼紐爾·阿喬伊·陳友誼大橋」。該提案指出旨在紀念瓜納卡斯特省的议员伊曼紐爾·阿喬伊·陳（Emanuel Ajoy Chan）。

## 技術
臺灣友誼大橋的建造歷時近三年，並使用包括18,000立方米的混凝土和3,000噸的鋼筋，其中總造價高達1000噸，預估成本為2700萬美元。其中工程自2000年7月25日開工，到2003年4月10日結束。大橋所需的建材，包括全套管打樁機、水中圍堰鋼板樁、斜張橋的鋼構件均從臺灣所運達。混凝土砂石、柏油等物質則由哥斯大黎加提供

友誼大橋的主體結構包括懸掛鋼索跨度和帶有支撐柱的橋樑結構。懸索部分由長度分別為170公尺和90公尺的兩段組成，這兩段懸索結構支撐於一座高達80公尺的索塔上。整座橋的總長度達780公尺，並擁有8根支柱和橋塔，這使得友誼大橋成為當地最長的橋樑之一。大橋周邊還設有一座紀念碑。

## 另見
- 中華民國—哥斯大黎加關係
- 中國—哥斯達黎加關係

## 外部連結
- Structurae数据库中臺灣友誼大橋的数据